# Hinterforst
Hinterforst ist eine Ortschaft und Primarschulgemeinde im St. Galler Rheintal. Sie gehört politisch zu den Gemeinden Altstätten (ca. 60 %) und Eichberg (ca. 40 %). Hinterforst hat eine eigene Postleitzahl (9452), welche jedoch nicht auf dem gesamten Gebiet der Primarschulgemeinde gilt; die Poststelle wurde aufgehoben.

## Bevölkerung
| Jahr              | 2014 | 2015 | 2016 | 2017 | 2018 | 2019 | 2020 |
| Total             |      |      |      |      |      |      |      |
| Anteil Altstätten |      |      |      |      | 632  | 644  |      |
| Anteil Eichberg   |      |      |      |      |      |      |      |
| Stimmberechtigte  | 705  | 703  | 699  | 694  | 702  | 712  | 705  |

Im März 2014 wohnten 705 stimmberechtigte Schulbürger in Hinterforst, was auf eine Gesamteinwohnerzahl von gut 1000 Leuten schliessen lässt. 2015 waren es 703 Schulbürger, 2016: 699, 2017: 694, 2018: 702, 2019: 712, 2020: 705.
Ende 2018 lebten 632 der Hinterforster Einwohner auf dem Gemeindegebiet Altstättens, 2019 644.

## Bildung und Kultur
Hinterforst hat eine Dorfschule (Primarschule Hinterforst), die von ca. 120 Schülern vom Kindergarten bis zur sechsten Primarschulklasse besucht wird und einen eigenen fünfköpfigen Schulrat hat.
Die Oberstufenschule besuchen die Hinterforster Kinder in Altstätten, die Kantonsschule in Heerbrugg.
Neben dem Turnverein TSV Hinterforst sind auch eine Guggenmusik (Güggigässler) und der Einwohnerverein aktiv.
Seit 1951 steht in Hinterforst die katholische Kirche Bruder Klaus. Darin sind Bilder von Ferdinand Gehr zu sehen.

## Persönlichkeiten
- Markus Ritter (* 1967), Mitglied des Nationalrats und Präsident des Schweizer Bauernverbandes, in Hinterforst aufgewachsen und wohnhaft